# Агоналии
Агоналиите (на латински: Agonalia/Agonia/Agonium Martiale) са празници на римския култ в Древен Рим, игри в чест на Янус (борец), учредени в Рим от Нума Помпилий.
Празнуват се на 9 януари, 20 май и 10 декември в чест на Янус (Agonius), на 17 март в чест Марс (Agonium Martiale), 21 май в чест на Вейовис (Veiovis/Vediovis) и 11 декември в чест на индигетите (Di indigetes).